# ژولیت ولفلینگ
ژولیت ولفلینگ (انگلیسی: Juliette Welfling؛ زادهٔ ۱ ژانویهٔ ۱۹۵۶) تدوین‌گر اهل فرانسه است. وی در سال ۲۰۰۷ به خاطر فیلم لباس غواصی و پروانه (فیلم) نامزد دریافت  جایزه اسکار بهترین تدوین شد
- قهرمان خودساخته (۱۹۹۶)
- بخوان لبانم را (فیلم) (۲۰۰۱)
- آرام (فیلم ۲۰۰۲) (۲۰۰۲)
- ضربان قلب من متوقف شده‌است (۲۰۰۵)
- لباس غواصی و پروانه (فیلم) (۲۰۰۷)
- یک پیامبر (۲۰۰۹)
- زنگار و استخوان (۲۰۱۲)
- بازی‌های گرسنگی (فیلم) (۲۰۱۲)
- گذشته (فیلم) (۲۰۱۳)
- دیپان (۲۰۱۵)
- دولت آزاد جونز (فیلم) (۲۰۱۶)
- هشت یار اوشن (۲۰۱۸)
- برادران سیسترز (فیلم) (۲۰۱۸)